# 존 마스턴 (시인)

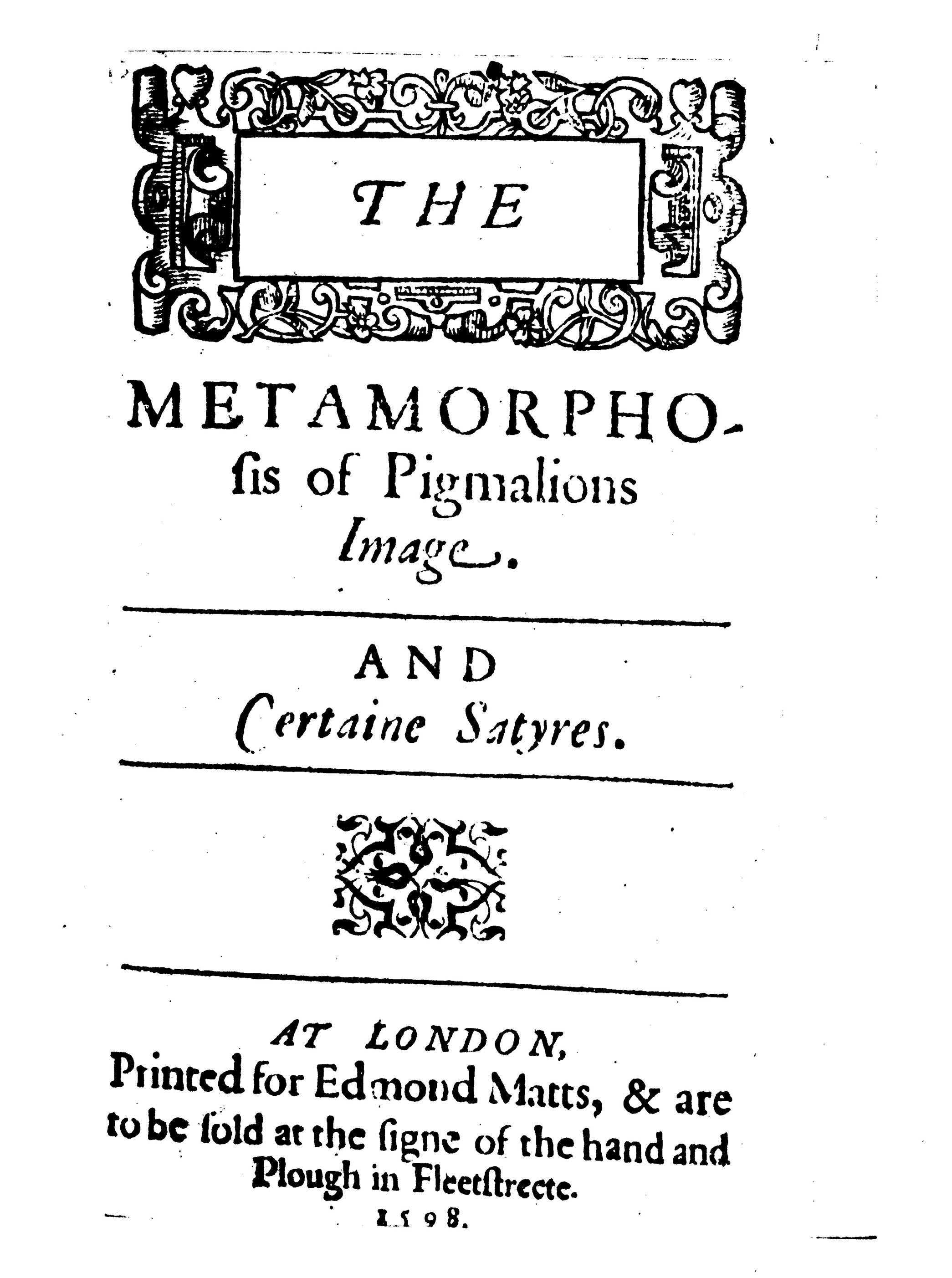
존 마스턴의 The Metamorphosis of Pigmalion's Image의 타이틀 페이지(1598년)

존 마스턴(John Marston, 1576년 10월 7일 ~ 1634년 6월 25일)은 엘리자베스 후기, 제임스 1세 초기에 활동한 잉글랜드의 시인, 극작가, 풍자 작가이다. 작가로서의 그의 경력은 단지 10년 동안만 지속되었다. 그의 작품은 에너지가 넘치고 종종 모호한 스타일로 기억된다.

## 생애
마스턴은 존과 마리아 마스턴의 아들로 태어났으며 1576년 10월 7일 옥스퍼드셔 워딩턴에서 세례를 받았다. 1605년 메리 윌크스와 결혼하였다.
작품 활동은 비록 10여 년에 그쳤지만 신랄한 풍자와 난해하고 독특한 스타일로 기억되고 있다. 존의 아버지는 당시 네 개의 법학원(Inns of Court) 중 하나인 미들 템플(Middle Temple)의 저명한 변호사였다. 부유한 가정에 태어난 마스턴은 1592년 옥스퍼드대학에 입학해 1594년 졸업 후 법조인이 되기를 바라는 아버지 뜻에 따라 미들 템플에 입학했지만 시와 희곡 창작에 더 관심을 갖고 있었다. 마스턴은 미들 템플에 거주하면서 1598년에 로마 시대 시인 오비디우스와 유베날리스의 풍자시를 모방한 ＜피그말리온의 이미지의 변신(The Metamorphosis of Pigmalion’s Image)＞과 ＜악행의 처벌자(Scourge of Villanie)＞를 발표했다. 그의 풍자는 당대의 다른 풍자가들보다 훨씬 신랄하고 난해해 해독이 어려운 부분도 있었다. 결국 1599년에 그의 풍자시는 검열에 걸려 캔터베리 대주교와 런던 주교의 명령으로 공개적으로 불태워졌고 출판이 금지되었다.
마스턴은 셰익스피어와는 달리 대중극장이 아니라 상류 계층을 위한 사설극장인 블랙프라이어즈의 소년 극단을 위해 주로 작품을 썼다. 초기작 ＜안토니오와 멜리다(Antonio and Mellida)＞(1600), ＜안토니오의 복수(Antonio’s Revenge)＞(1601)를 비롯해 1603년에 마스턴이 블랙프라이어즈의 주주가 되면서 쓴 풍자적 희비극 ＜불평분자(The Malcontent)＞와 1605년에 나온 ＜네덜란드 매춘부(The Dutch Courtesan)＞가 대표작으로 손꼽힌다.
1607년 마스턴은 헌팅턴 백작을 위해 가면극인 ＜애쉬바이의 여흥(The Entertainment at Ashby)＞을 썼는데 풍자와 조롱으로 제임스 1세의 분노를 사서 투옥된다. 감옥에서 나온 후 그는 작품 활동을 접고 블랙프라이어즈 극장의 지분도 팔아 버린 후 제임스 1세의 궁정교회 목사였던 장인 밑에서 철학을 공부한 뒤 1609년 12월 영국 국교회의 목사가 된다. 당대 작가들은 돌연히 성직자의 삶을 선택한 마스턴의 갑작스러운 변화에 놀라고 이를 흥미롭게 생각했으나 그는 1634년 죽을 때까지 약 25년간 성직자로 헌신했다.

## 참고 문헌
- Bednarz, James (2001), 《Shakespeare and the Poets' War》, New York: Columbia University Press
- Grote, David (2002), 《The Best Actors in the World: Shakespeare and His Acting Company》, Greenwood
- Knowles, James (May 2009) [2004], 〈Marston, John (bap. 1576, d. 1634)〉, 《옥스포드 영국 인명 사전》 온라인판, 옥스포드 대학교 출판부, doi:10.1093/ref:odnb/18164 (Subscription 또는 UK 공공도서관 회원 필수.)
- Scodel, Joshua (1991), 《The English Poetic Epitaph: Commemoration and Conflict from Jonson to Wordsworth》 illurat판, Cornell University Press, 57쪽, ISBN 9780801424823